# Karel Kestřánek
Karel Vojtěch Kestřánek (2. února 1847 Plzeň – po 1922) byl český sládek a podnikatel, vážený měšťan města Plzně podnikající v oboru pivovarnictví. Byl též členem výkonné rady Měšťanského pivovaru (Plzeňský Prazdroj). Ve své době se jednalo o jednoho z nejbohatších obyvatel města.

## Životopis

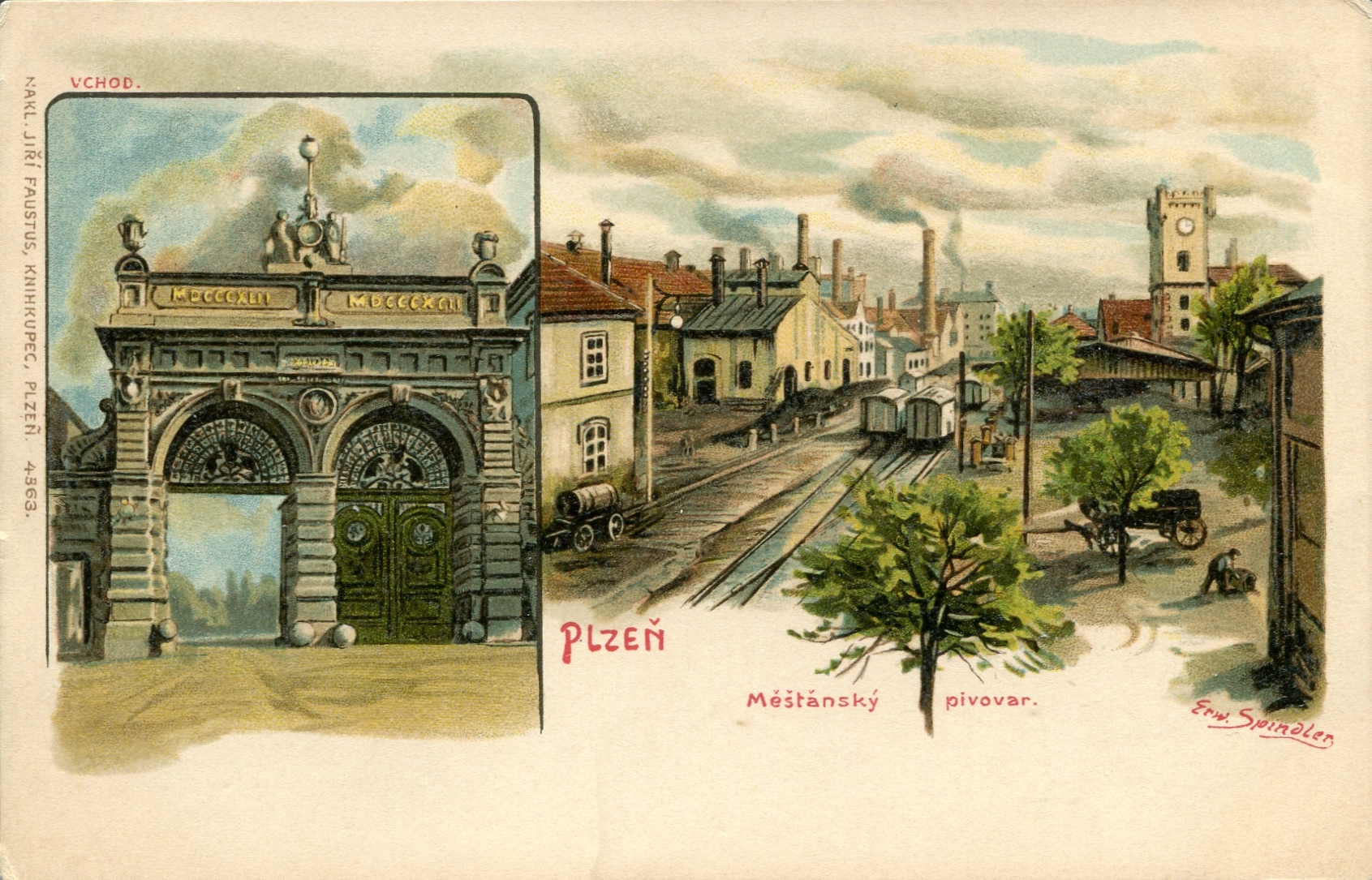
Měšťanský pivovar v Plzni (pohlednice)

Narodil se v Plzni do rodiny sládka Maximiliána Kestřánka a jeho ženy Antonie roz. Vítkové. Sládkem byl i jeho dědeček Martin Kestřánek. Jmenovec a příbuzný, sládek Martin Kestřánek (1772–1865), byl majitelem statku Košutka nedaleko města. Karel Kestřánek působil jako sládek a pivovarník nejprve v Plzni a poté i mimo Plzeň (například v Jihlavě nebo Promontoru u Budapeště). Byl úspěšným a majetným podnikatelem. Roku 1898 si v Plzni nechal postavit secesní sídelní vilu Marie v Karlovarské ulici u Lochotínského parku podle návrhu architekta Františka Krásného, realizovanou stavitelem Emanuelem Klotzem. Nazvána byla podle jeho manželky. Po roce 1900 byl vlastníkem domů v Brně, posléze sládkem Měšťanského pivovaru v Jihlavě, roku 1917 zakoupila jím vlastněná společnost pivovar v České Třebové. Od roku 1909 působil ve vedení Měšťanského pivovaru, kde setrval až do roku 1922, kdy opustil pivovarnictví ve věku 75 let.

### Rodinný život

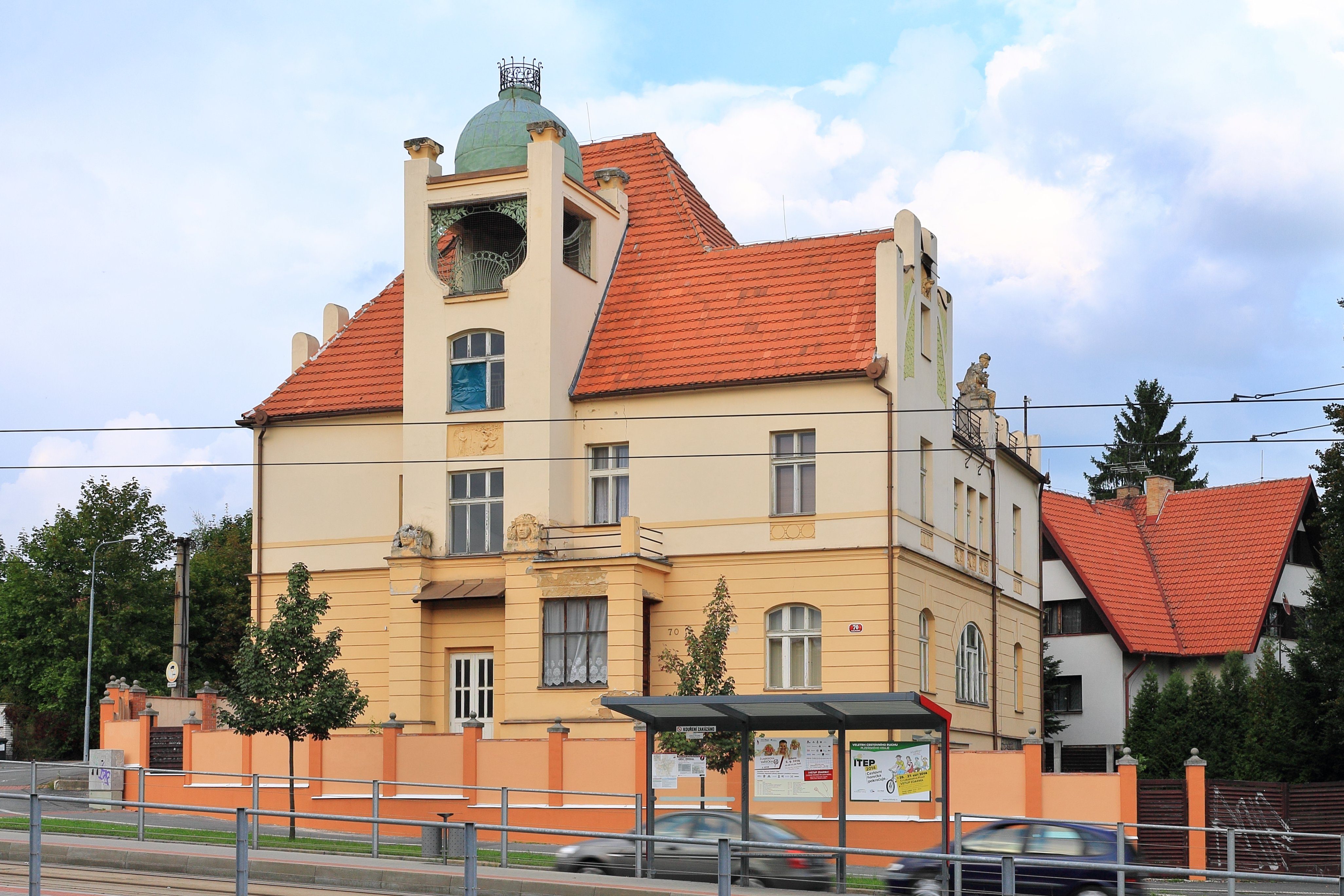
Kestřánkova vila Marie v Karlovarské ulici z roku 1898, Plzeň

Karel Kestřánek se oženil 9. září 1873 s Marií roz. Pytlíkovou (1855–1913) z Plzně. Její otec Ignác Pytlík byl též sládek z měšťanské rodiny. Ignác je příbuzný dalšího sládka a měšťana Adolfa Pytlíka, ale velmi vzdálený, protože jsou prapravnuci plzeňského měšťana Jana Pytlíka z přelomu 17. a 18. století, Ignác přes jeho syna Jana a Adolf přes Františka. Kestřánkovi měli osm dětí (Gustav nar. 1875 v Promontoru u Budapeště, Jaroslav Ondřej nar. 1877 v Jihlavě, Ondřej Antonín nar. 1878 v Plzni, Karolína Emílie nar. 1879 v Jihlavě, Emanuela Marie nar. 1881 v Jihlavě, Hermína Jana nar. 1883 v Jihlavě, Marie Karolína nar. 1885 v Jihlavě a Rudolf Jan nar. 1886 v Jihlavě).
Karolína Emílie Kestřánková se 10. září 1898 v Jihlavě oddala s Josefem Sigmondem, který založil zahradu kolem vily Marie a proslavil se svou prací jako správce boleveckých lesů. Profesor Sigmond byl s rodinou spřízněný už předtím. Jeho matka Marie roz. Nemelková byla sestřenicí Kestřánkovy tchyně Emanuely Pytlíkové roz. Petzeltové, takže pár byl pokrevně příbuzný ve druhém koleni. Navíc když Sigmondův otec Josef starší a Emanuela ovdověli, tak se navzájem oddali, ale neměli děti, jelikož jim bylo 54 a 45 let.